# Undecimber
Undecimber ou Undecember est un treizième mois d'un calendrier qui en comporte normalement douze. Duodecember représente de la même façon un quatorzième mois.

## Usage en latin
Le terme Undecimber est formé sur l'adjectif numéral latin indéclinable latin undecim, qui signifie « onze » ; ceci par analogie avec December (décembre) qui, bien que le 12e mois de notre calendrier actuel, dérive de decem qui signifie « dix ». Le mot Undecember (abrégé en Vnde) est attesté dans une inscription romaine, représentant apparemment « une désignation humoristique du mois qui suit décembre ».
Lors de l'introduction du calendrier julien en 44 av. J.-C., les distorsions accumulées jusque-là furent rectifiées par l'insertion de deux mois intercalaires, représentant 67 jours au total, entre novembre et décembre. Certains auteurs récents, parmi lesquels la Word Calendar Association, ainsi que Isaac Asimov les désignent par les termes Undecember et Duodecember. Cette position n'est pas fondée sur des preuves d'époque ; les lettres de Cicéron de l'époque désignent ces mois sous les termes de intercalaris prior et intercalaris posterior.
L'historien Dion Cassius raconte que Licinus, procurateur fiscal de Gaule, ajouta deux mois à l'année 738 ab Urbe condita (15 av. J.-C.), parce que les taxes étaient payées tous les mois. Bien que Dion Cassius, qui écrivait en grec attique, n'ait pas indiqué les noms de ces mois, le philologue allemand Immanuel Bekker a suggéré qu'ils avaient été nommés Undecember et Duodecember.

## Usage en informatique
Dans la plateforme Java 2 Standard Edition, la classe java.util.Calendar inclut la gestion des calendriers qui comportent treize mois. Bien que le calendrier grégorien largement utilisé dans le monde ne comprenne que douze mois, il existe certains calendriers lunaires divisés en mois synodiques, avec une intercalation (« leap month ») ajoutée certaines années. Par exemple dans le calendrier hébreu, sur un cycle de 19 ans, 7 (soit 37 %) comportent le « mois embolismique ». La constante java.util.Calendar.UNDECIMBER représente un tel mois.